# ابوالعساکر جیش بن خمارویه
ابوالعساکر جیش بن خمارویه (عربی: أبو العساكر جيش بن خمارويه؛ حدود ۸۸۲ – ۸۹۶) سومین حاکم طولونیان در مصر بود.